# Ібраїм Амаду
Ібраїм Амаду (фр. Ibrahim Amadou; нар. 6 квітня 1993, Дуала, Камерун) — французький футболіст камерунського походження, півзахисник «Анже».

## Кар'єра
Ібраїм Амаду народився 1993 року в столиці Камеруну Дуалі. У чотири роки переїхав до Франції і жив у комуні Коломб, де грав за місцеву команду «Шміно-де-Л'Уест». Потім футболіст провів 4 роки у складі молодіжної команди паризького «Расінга», після чого 2008 року потрапив до академії «Нансі».
На професійному рівні Ібраїм дебютував 26 травня 2013 року, зігравши одну хвилину в матчі останнього туру чемпіонату Франції сезону 2012/13 проти «Бреста». 8 серпня 2014 року Амаду забив свій перший гол за «Нансі» в матчі Ліги 2 проти «Орлеана».
16 липня 2015 року футболіст підписав контракт на чотири роки з «Ліллем», вартість трансферу гравця становила 2 млн євро. Ібраїм дебютував за нову команду в матчі першого туру чемпіонату Франції 2015/16 проти ПСЖ 7 серпня 2015 року, зігравши на позиції центрального захисника разом з Ренато Сівельї, «Лілль» у тому матчі програв з рахунком 0:1. Перший гол за «Лілль» Амаду забив 12 березня 2016 року у ворота «Бастії». На початку сезону 2017/18 головний тренер «Лілля» Марсело Б'єлса призначив Амаду капітаном команди. 13 серпня 2017 року в програному з рахунком 0:3 матчі проти «Страсбура» Ібраїм вимушено зіграв на позиції воротаря, після вилучення з поля воротаря «Лілля» Майка Меньяна.
2 липня 2018 року Амаду підписав контракт на чотири роки з клубом чемпіонату Іспанії «Севільєю», сума трансферу становила 15 млн євро. За нову команду футболіст дебютував 9 серпня 2018 року, відігравши повний матч кваліфікації Ліги Європи проти «Жальгіріса».
7 серпня 2019 року перейшов до англійського клубу «Норвіч Сіті» на правах оренди до закінчення сезону 2019/20.

## Кар'єра в збірній
Ібраїм Амаду, який народився в Камеруні, але виріс у Франції, взяв участь у двох матчах юнацької збірної Франції до 19 років та 2016 року його запросили в основну збірну Камеруну для виступу на Кубку африканських націй, але він відхилив цю пропозицію.

## Статистика виступів
Станом на матч, що відбувся 20 липня 2020
| Клуб                 | Сезон              | Ліга                     | Ліга | Ліга | Національний кубок | Національний кубок | Кубок ліги | Кубок ліги | Інші | Інші | Загалом | Загалом |
| Клуб                 | Сезон              | Дивізіон                 | Ігри | Голи | Ігри               | Голи               | Ігри       | Голи       | Ігри | Голи | Ігри    | Голи    |
| -------------------- | ------------------ | ------------------------ | ---- | ---- | ------------------ | ------------------ | ---------- | ---------- | ---- | ---- | ------- | ------- |
| Нансі-2              | 2010–11            | Національний чемпіонат 2 | 4    | 0    | —                  | —                  | —          | —          | —    | —    | 4       | 0       |
| Нансі-2              | 2011–12            | Національний чемпіонат 2 | 7    | 0    | —                  | —                  | —          | —          | —    | —    | 7       | 0       |
| Нансі-2              | 2012–13            | Національний чемпіонат 2 | 16   | 1    | —                  | —                  | —          | —          | —    | —    | 16      | 1       |
| Нансі-2              | 2013–14            | Національний чемпіонат 3 | 11   | 0    | —                  | —                  | —          | —          | —    | —    | 11      | 0       |
| Нансі-2              | Загалом            | Загалом                  | 38   | 1    | —                  | —                  | —          | —          | —    | —    | 38      | 1       |
| Нансі                | 2012–13            | Ліга 1                   | 1    | 0    | 2                  | 0                  | 0          | 0          | —    | —    | 3       | 0       |
| Нансі                | 2013–14            | Ліга 2                   | 20   | 0    | 1                  | 0                  | 1          | 0          | —    | —    | 22      | 0       |
| Нансі                | 2014–15            | Ліга 2                   | 36   | 2    | 2                  | 0                  | 1          | 0          | —    | —    | 39      | 2       |
| Нансі                | Загалом            | Загалом                  | 57   | 2    | 5                  | 0                  | 2          | 0          | —    | —    | 64      | 2       |
| Лілль-2              | 2015–16            | Національний чемпіонат 3 | 5    | 1    | —                  | —                  | —          | —          | —    | —    | 5       | 1       |
| Лілль                | 2015–16            | Ліга 1                   | 22   | 1    | 2                  | 0                  | 5          | 0          | 0    | 0    | 29      | 1       |
| Лілль                | 2016–17            | Ліга 1                   | 35   | 1    | 3                  | 1                  | 1          | 0          | 2    | 0    | 41      | 2       |
| Лілль                | 2017–18            | Ліга 1                   | 30   | 0    | 2                  | 0                  | 0          | 0          | 0    | 0    | 32      | 0       |
| Лілль                | Загалом            | Загалом                  | 87   | 2    | 7                  | 1                  | 6          | 0          | 2    | 0    | 102     | 3       |
| Севілья              | 2018–19            | Ла-Ліга                  | 17   | 0    | 6                  | 0                  | —          | —          | 9    | 0    | 32      | 0       |
| Норвіч Сіті (оренда) | 2019–20            | Прем'єр-ліга (Англія)    | 11   | 0    | 1                  | 0                  | 1          | 0          | —    | —    | 13      | 0       |
| Леганес (оренда)     | 2019–20            | Ла-Ліга                  | 10   | 0    | 0                  | 0                  | —          | —          | —    | —    | 10      | 0       |
| Загалом за кар'єру   | Загалом за кар'єру | Загалом за кар'єру       | 225  | 6    | 19                 | 1                  | 9          | 0          | 11   | 0    | 264     | 7       |

## Титули і досягнення
- Володар Кубка Китаю (1):

«Шанхай Шеньхуа»: 2023
- Володар Суперкубка Китаю (2):

«Шанхай Шеньхуа»: 2024, 2025